# Pointe de la Selve
Pour les articles homonymes, voir Selve.
La pointe de la Selve est un cap de France situé dans le Var.

## Description
Elle s'avance dans la mer Méditerranée, à environ sept miles à l'ouest-nord-ouest du cap de Créaux. Cette pointe est de moyenne hauteur, hachée de taches blanches et parait par le travers d'une montagne. 